# Numa Baragnon
Pour les articles homonymes, voir Baragnon.
Pierre Joseph Numa Baragnon, né le 13 vendémiaire an III à Nîmes et mort le 23 septembre 1871 dans la même ville, est un avocat et homme politique français. 

## Biographie
Issu d’une famille d’ancienne bourgeoisie d’avocats, d’administrateurs et d’hommes de lettres de Nîmes, Numa Baragnon fit ses études classiques dans sa ville natale et remporta, en 1814, comme élève de rhétorique, tous les premiers prix.
Après avoir obtenu le grade de licencié en droit à la Faculté de Paris, il se fit inscrire, en 1821, au tableau des avocats de Nîmes, et se distingua de bonne heure dans l’exercice de sa profession.
Premier bâtonnier de son ordre élu après la révolution de 1830, il entra, cette même année, dans l’administration comme conseiller de préfecture, poste qu’il occupa du mois d’août 1830 jusqu’à son élection comme député en 1854. Ayant rempli, à diverses reprises, par intérim, les fonctions de préfet du département du Gard, il occupait cette position quand éclata le coup d'État du 2 décembre 1851, et sut éviter, par sa conduite prudente et son énergie, de sanglantes collisions.
Le 2 février 1854, ses concitoyens l’élurent, à la presque unanimité des suffrages, député au Corps législatif dans la 1re circonscription du Gard, en remplacement de Curnier, nommé receveur général, par 12 830 voix sur 12 947 votants et 30 678 inscrits, où il prit place dans les rangs des bonapartistes libéraux. Ayant longtemps cumulé un grand nombre de fonctions honorifiques, il a été membre de l’intendance sanitaire instituée à Nîmes en 1841, du conseil municipal, du conseil d’arrondissement, du comité de l’instruction publique, du conseil académique, vice-président de la commission de statistique, membre du conseil général du Gard et président de cette assemblée, en 1854 et 1855. En juillet 1855, il a présidé au Corps législatif la commission des nouveaux impôts. Il a fait partie, pendant plus de vingt-cinq ans, du conseil de discipline de son ordre.
Ayant accepté, le 26 novembre 1856, le poste de préfet de l’Aveyron en 1856, puis de la Corrèze en 1860, il renonça à son mandat de député. Chevalier de la Légion d’honneur depuis 1844, il en fut promu officier le 4 octobre 1852, et fut mis à la retraite comme préfet le 12 juin 1867.

## Distinctions
- Officier de la Légion d'honneur (1852)